# Чаплин, Пётр Авраамович
Пётр Авраа́мович Ча́плин (1699 — 29 августа 1765, Архангельск) — российский мореплаватель, капитан-командор, участник и один из историографов Первой Камчатской экспедиции Витуса Беринга.

## Биография
Пётр Чаплин родился в семье военного, в 1718 году вступил в морскую службу гардемарином. В 1724 году окончил Морскую академию, после чего 24 января 1725 года Чаплин отправился в Камчатскую экспедицию. В составе отряда отряд Алексея Чирикова совершил широтное пересечение Сибири для определения широтной протяжённости Евразии.
Позже Чаплин принял участие в открытиях и топографических работах во время плаваний 1728 и 1729 годов на боте «Святой Гавриил», капитаном которого был Беринг. Совместно с Чириковым Чаплин вёл «Журнал бытности Камчатской экспедиции» (частично опубликованный в 1823 году), который позволил воссоздать её историю. В 1728 году «за труды в сибирской экспедиции» Чаплин был произведён в мичманы.
Вернувшись из экспедиции в 1730 году, Чаплин, вместе с Берингом и Чириковым, составил итоговую карту плавания, которая значительно превосходила прежние карты по точности очертаний береговой полосы Северо-Восточной Азии и, хоть и не дошла до наших дней, но была размножена в копиях (их известно не менее 16) и в дальнейшем стала основой для изображения этой части материка на всех западноевропейских картах.
В том же году Чаплин был произведён в унтер-лейтенанты. С 1732 года он командовал различными судами и отрядами фрегатов Балтийского флота и находился почти в постоянном плавании. В 1751 году Чаплину было присвоено звание капитана третьего ранга, в 1756 году — второго ранга и в 1758 году — первого ранга. В этот промежуток времени, командуя различными кораблями, он совершил несколько плаваний, преимущественно в водах Балтийского и Немецкого морей. В 1760—1762 годах занимал должность капитана Ревельского порта.
21 декабря 1762 года, за старостью и болезнями, Чаплин был назначен капитаном Архангельского порта. В октябре следующего года он был произведён в капитан-командоры, а 29 августа 1765 года скончался на месте службы, в городе Архангельске.

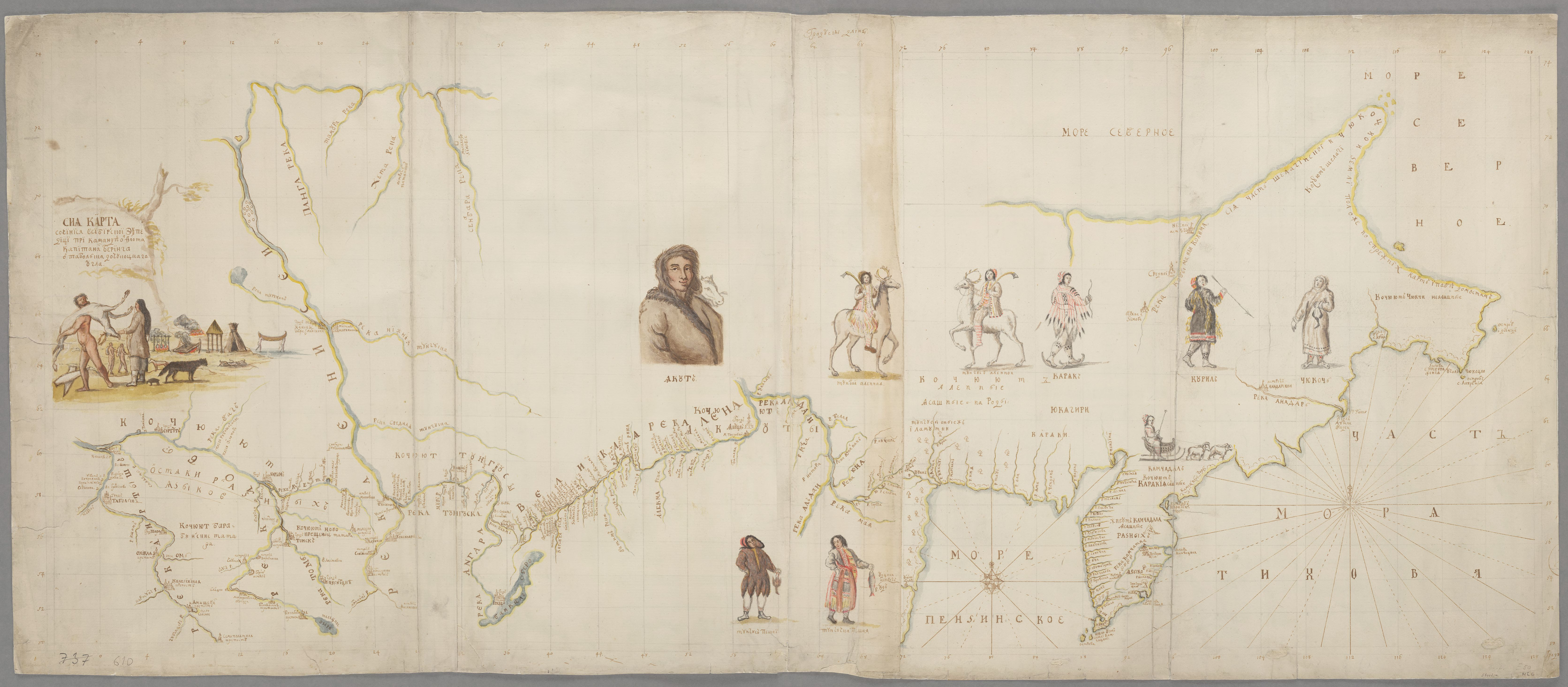
карта 1725-1730 годов
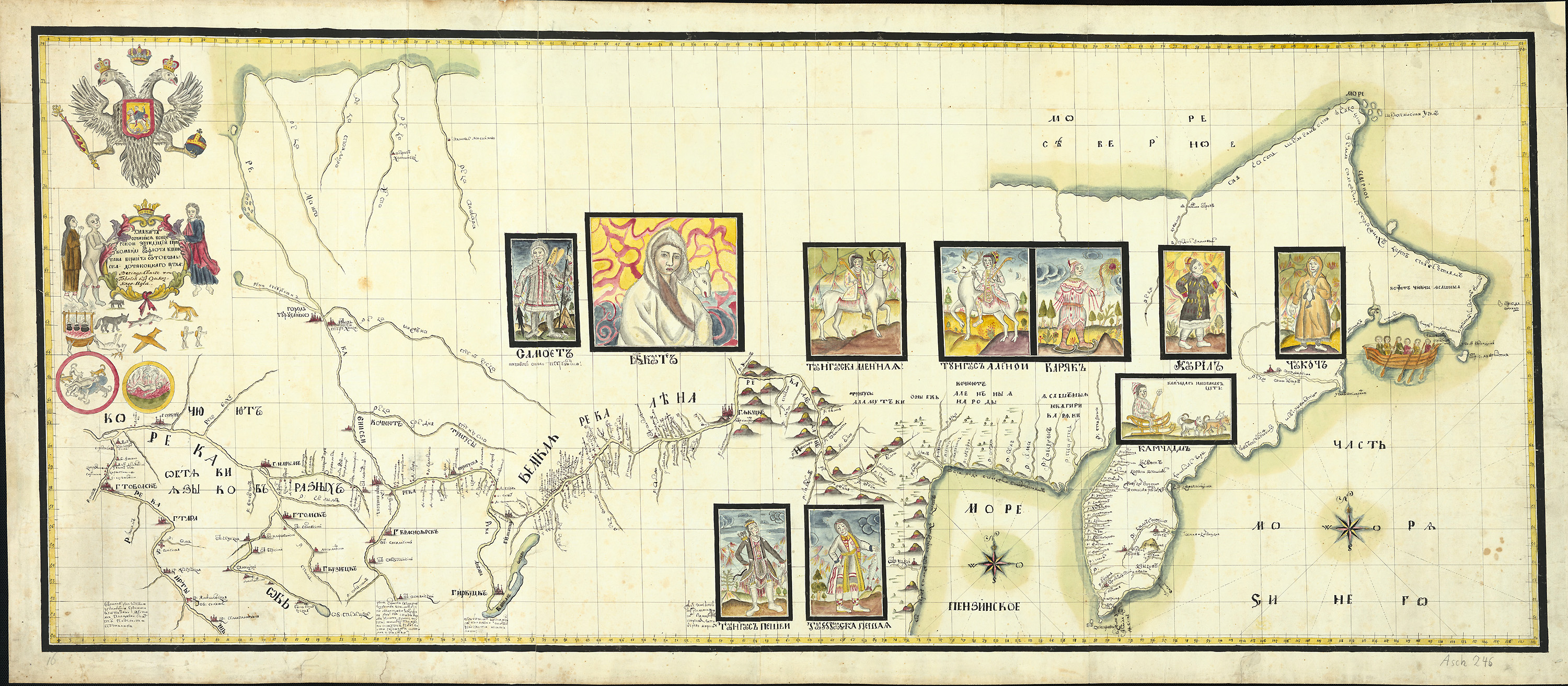
копия карты Чаплина 1775 года

## Память
Мыс Чаплина на восточном побережье Чукотского полуострова назван в 1828 году Фёдором Петровичем Литке в честь Петра Авраамовича Чаплина, участника Первой камчатской экспедиции.